# Danielle Gaudry
Pour les articles homonymes, voir Gaudry.
Danielle Gaudry, née à Paris le 15 juin 1950, est une gynécologue-obstétricienne et une militante féministe française.

## Biographie
Danielle Gaudry naît de parents instituteurs, à Paris, le 15 juin 1950 ; elle a un frère et une sœur. Elle grandit dans une famille laïque et proche du Parti communiste.
Après avoir réussi le baccalauréat à 17 ans, elle commence la médecine en 1967. Elle fait tout d’abord une thèse en hématologie, mais confrontée aux avortements clandestins et aux problèmes qui en découlent, elle choisit ensuite la gynécologie comme spécialité. Elle étudie à l’hôpital Henri-Mondor à Créteil et pratique la méthode Karman. Son compagnon, Oury Sadan (décédé en 2007) est médecin également et ils ont trois enfants.
Elle exerce comme gynécologue-obstétricienne, à l’hôpital, à Saint-Maur dans le Val de Marne, jusqu’en 1975 où elle choisit d’exercer en tant que libérale.
Elle intervient dans les médias à propos de la contraception et de l’IVG,, elle est cependant contre le vedettariat et il n’y a donc pas de portrait d’elle dans la presse.

## Engagement militant
En parallèle de sa carrière de médecin et de sa vie de famille, Danielle Gaudry mène tout au long de sa vie une activité militante féministe. Étudiante à l’Université pendant mai 68, elle fréquente les marxistes-léninistes et les premiers groupes féministes. Elle participe au Mouvement pour la liberté de l’avortement et de la contraception (MLAC) dans les années 1970. Formée dans les groupes féministes, elle pratique des avortements alors qu’ils sont encore illégaux, avant la dépénalisation par la loi Veil en 1975. Malgré cette loi, certains médecins à l’hôpital mettent des conditions à l’avortement (par exemple, que la femme s’engage ensuite à porter un stérilet) ce qui ne lui convient pas et motivera sa décision de travailler en tant que libérale. Impliquée au planning familial, où elle sera responsable de l’antenne à Maisons-Alfort puis au niveau national, Danielle Gaudry milite pour le maintien des moyens financiers de l’association, l’accès à l’IVG et son remboursement, l’accès à la contraception, la mise en place d’une éducation sexuelle dans le cadre scolaire ainsi que la prévention des maladies sexuellement transmissibles,.